# Vida (serial telewizyjny)
Vida – amerykański serial telewizyjny (dramat) wyprodukowany przez Sleeping Indian Inc. oraz Plan B Entertainment, który jest luźną adaptacją powieści „Pour Vida” autorstwa Richarda Villegasa. Serial jest emitowany od 6 maja 2018 roku przez Starz.

## Opis fabuły
Serial opowiada o dwóch bardzo różnych siostrach, Lindzie i Emmie, które wychowały się w amerykańsko-meksykańskiej rodzinie. Po opuszczeniu domu rodzinnego nie utrzymują z sobą kontaktu. Dziwna i tajemnicza sytuacja zmusza obie siostry do powrotu do domu, gdzie poznają tajemniczą prawdę o własnej matce.

## Obsada

### Główna
- Melissa Barrera jako Linda „Lyn” Hernandez[2]
- Mishel Prada jako Emma Hernandez[3]
- Karen Ser Anzoategui jako Eduina „Eddy”[3]
- Chelsea Rendon jako Marisol Sanchez[3]
- Carlos Miranda jako Johnny Sanchez[3]
- Maria Elena Laas jako Cruz[3]

### Role drugoplanowe
- Elena Campbell-Martínez jako Doña Lupe[4]
- Ramses Jimenez jako Tlaloc Medina[4]
- Luis Bordonada jako Nelson Herrera[4]
- Elizabeth De Razzo jako Yoli[4]
- Renée Victor jako Doña Tita[4]
- Adelina Anthony jako Rocky[4]
- Erika Soto jako Karla[4]

## Odcinki
| Sezon | Odcinki | Oryginalna emisja w Starz | Oryginalna emisja w Starz |
| Sezon | Odcinki | Premiera sezonu           | Finał sezonu              |
| ----- | ------- | ------------------------- | ------------------------- |
| 1     | 6       | 6 maja 2018               | 10 czerwca 2018           |
| 2     | 10      | 26 maja 2019              | 23 czerwca 2019           |

### Sezon 1 (2017–2018)
| Nr | # | Tytuł     | Reżyseria                  | Scenariusz                  | Premiera w Starz |
| -- | - | --------- | -------------------------- | --------------------------- | ---------------- |
| 1  | 1 | Episode 1 | Alonso Ruizpalacios        | Tanya Saracho               | 6 maja 2018      |
| 2  | 2 | Episode 2 | So Yong Kim                | Tanya Saracho, Santa Sierra | 13 maja 2018     |
| 3  | 3 | Episode 3 | Rashaad Ernesto Green      | Evangeline Ordaz            | 20 maja 2018     |
| 4  | 4 | Episode 4 | Rose Troche                | Chelsey Lora                | 27 maja 2018     |
| 5  | 5 | Episode 5 | Catalina Aguilar Mastretta | Mando Alvarado              | 3 czerwca 2018   |
| 6  | 6 | Episode 6 | Rose Troche                | Tanya Saracho               | 10 czerwca 2018  |

### Sezon 2 (2019)
| Nr | #  | Tytuł      | Reżyseria                  | Scenariusz                      | Premiera w Starz |
| -- | -- | ---------- | -------------------------- | ------------------------------- | ---------------- |
| 7  | 1  | Episode 7  | Catalina Aguilar Mastretta | Tanya Saracho                   | 26 maja 2019     |
| 8  | 2  | Episode 8  | Catalina Aguilar Mastretta | Evangeline Ordaz                | 26 maja 2019     |
| 9  | 3  | Episode 9  | Jenée LaMarque             | Nancy C. Mejia, Jenniffer Gomez | 2 czerwca 2019   |
| 10 | 4  | Episode 10 | Jenée LaMarque             | Chelsey Lora                    | 2 czerwca 2019   |
| 11 | 5  | Episode 11 | Gandja Monteiro            | Nancy C. Mejia & Elena Crevello | 9 czerwca 2019   |
| 12 | 6  | Episode 12 | Gandja Monteiro            | Mando Alvarado                  | 9 czerwca 2019   |
| 13 | 7  | Episode 13 | Jenée LaMarque             | Gladys Rodriguez                | 16 czerwca 2019  |
| 14 | 8  | Episode 14 | Jenée LaMarque             | Esti Giordani                   | 16 czerwca 2019  |
| 15 | 9  | Episode 15 | Nancy C. Mejia             | Tanya Saracho & Mando Alvarado  | 23 czerwca 2019  |
| 16 | 10 | Episode 16 | Tanya Saracho              | Tanya Saracho                   | 23 czerwca 2019  |

## Produkcja
14 września 2017 roku, stacja Starz zamówiła sześcioodcinkowy sezon serialu, w którym jedna głównych ról zagra. W listopadzie 2017 roku poinformowano, że Mishel Prada, Karen Ser Anzoategui, Chelsea Rendon, Carlos Miranda oraz Maria Elena Laas dołączyli do obsady głównej. W kolejnym miesiącu, ogłoszono, że w serialu zagrają: Elena Campbell-Martínez jako Doña Lupe, Ramses Jimenez jako Tlaloc Medina, Luis Bordonada jako Nelson Herrera, Elizabeth De Razzo jako Yoli, Renée Victor jako Doña Tita, Adelina Anthony jako Rocky oraz Erika Soto jako Karla.
12 czerwca 2018 roku, stacja Starz zamówiła drugi sezon.
Na początku czerwca 2019 roku, stacja Starz przedłużyła serial o trzeci sezon.